# Intars Busulis
Intars Busulis (* 2. května 1978 Talsi, Lotyšská SSR, Sovětský svaz) je lotyšský zpěvák. Reprezentoval Lotyšsko na Eurovision Song Contest 2009 v Moskvě s písní "Probka". Dne 14. května 2009 v druhém semifinále obsadil poslední 19. místo se sedmi body.

## Diskografie

### Alba
| Album          | Informace o albu                                                            |
| -------------- | --------------------------------------------------------------------------- |
| Shades of Kiss | - Publikováno: 6. prosince 2005 - Vydavatel: denissjazz.com - Formáty: CD   |
| KINO           | - Publikováno: 18. května 2008 - Vydavatel: Platforma Records - Formáty: CD |
| AKTs           | - Publikováno: 20. května 2010 - Vydavatel: deBusul MUSIC - Formáty: CD     |
| CitāC          | - Publikováno: 14. května 2013 - Vydavatel: deBusul Music - Formáty: CD     |

### Singly
| 2005 | Gaidīšanas serenāde              |       | 16 |
| 2005 | Nāc man līdz                     |       | 17 |
| 2007 | Ar zvaigžņu gaismu               |       | 11 |
| 2007 | Gonki                            | KINO  | 16 |
| 2008 | Davai                            | KINO  | 1  |
| 2008 | Ceļš                             | KINO  | 2  |
| 2008 | Brīvdiena                        | KINO  | 2  |
| 2008 | Skuchaesh' naprasno              |       | 11 |
| 2009 | Probka (Sastrēgums)              |       | 3  |
| 2009 | Zīmēšana                         | KINO  | 1  |
| 2009 | Paliksim kopā (ar Vinetu Elksni) |       | 28 |
| 2010 | Valoda                           | AKTs  | 14 |
| 2010 | Spēka dziesma                    | AKTs  | -  |
| 2010 | Kabeļdejotājs                    | AKTs  | 30 |
| 2010 | Nepiedod                         | AKTs  | -  |
| 2012 | Bēbīšu maršs                     | CitāC | 5  |
| 2012 | Viss ir iespējams                | CitāC | 1  |
| 2013 | Pārdaugavas bārs                 | CitāC | 29 |